# Kígyótartó csillagkép

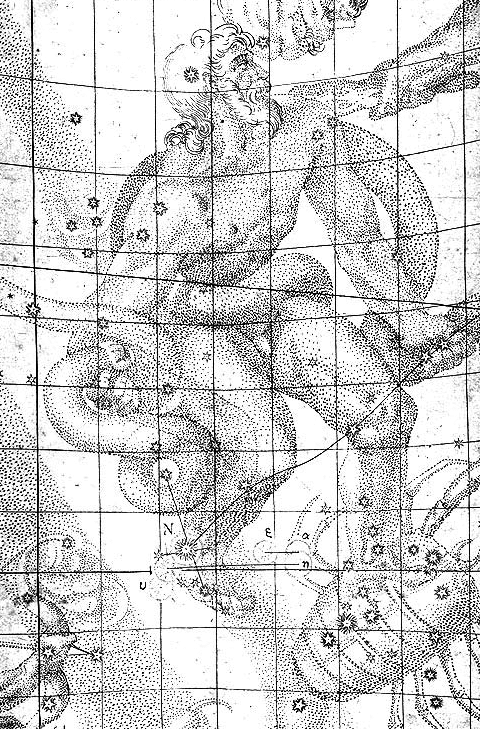
A Kigyótartó csillagkép (Kepler rajza)

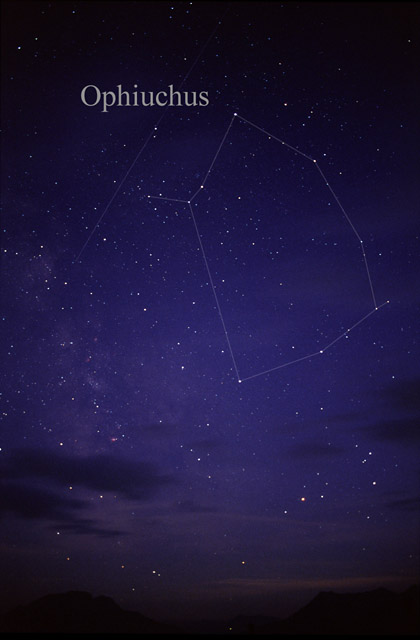
A Kígyótartó csillagkép

A Kígyótartó (latin: Ophiuchus) egy csillagkép.

## Története, mitológia
A csillagkép egy kígyóval körbefont férfit formáz. A görögök Aszklépiosszal azonosítják. Ez a csillagkép a 13. állatövi csillagkép, ami a többi 12-vel ellentétben valóságos személyről kapta a nevét. Bár a Nap minden decemberben áthalad a csillagképen, mégsem része az állatövnek a legtöbb horoszkóp szerint. Az Ophiucus a Skorpió és a Nyilas csillagkép közé ékelődik be, vagyis november 30. és  december 17. között uralkodik az égen.

## Láthatósága, megkeresése
A Kígyótartó csillagkép bár nem állatövi, mégis az ekliptikának háromszor akkora íve szeli át, mint a vele szomszédos állatövi Skorpiót. Nagy területű csillagkép, az égi egyenlítő két oldalán helyezkedik el: 2/3 része a déli félgömbön. Nevéhez hűen a Kígyó csillagképet két részre osztja, mintha tartaná. Magyarországról teljes területe megfigyelhető, legjobban nyári estéken.
A Nap látszólagos égi útja során a déli részén halad át, december első felében. A csillagkép rektaszcenziója alapján körülbelül a Bika csillagképpel van ellentétes oldalon, ahol június első felében halad a Nap. A csillagkép január-februárban hajnalban látható rövid ideig, de centruma márciusban már éjfélkor kel. Május közepén este tíz órakor teljes területe a keleti horizont felett látszik. Június, július rövid nyári éjszakáin folyamatosan látható. Szeptember közepén este 11-kor van a délnyugati látóhatár fölött, és ezt a helyzetét nagyjából megtartja a napnyugtához viszonyítva, azaz sötétedés után egészen november elejéig felkereshető az égnek ezen a részén.
A Kígyótartó csillagképet úgy találhatjuk meg az égbolton legkönnyebben, hogy nyáron, déli irányban 55° magasságban, a Tejúttól nyugatra megkeresünk egy igen fényes (2m-s) csillagot, amelytől nyugatra két kissé halványabb csillag van egymáshoz közel (ι Oph és κ Oph): a három csillag egy hosszú, keskeny háromszöget formáz. A fényes csillag az α Ophiuchi, a konstelláció északi határán, a csillagkép főcsillaga. Alatta egy nagy csillagkör formálódik, amelytől délre jól látszik két további csillag: ez a Kígyótartó csillagkép térképeken látható körvonalrajza.
A Mars 2012. október közepétől november 12-ig haladt át a csillagkép déli részén 1 magnitúdós fénypontként. A Szaturnusz 2016-2017-ben a Kígyótartóban tartózkodott. 2019-ben a Jupiter lesz látható -2 magnitúdós fénypontként a csillagkép területén.

## Csillagok
- α Ophiuchi, arab neve Rasalhague (a kígyótartó feje): fehér színű, a Naptól mintegy 47 fényévre lévő, másodrendű, fényes változócsillag.
- β Ophiuchi - Kelb Alrai (a pásztor kutyája): a fényrendje 2,9 magnitúdó, távolsága 125 fényév.
- ζ Ophiuchi: a csillag a közelében szupernóvává alakult nagyobb tömegű csillag lökéshulláma miatt 85 000 km/óra sebességgel mozog. Ezt a tényt a NASA WISE műholdja észlelte, ami infravörös érzékelővel van ellátva. Az eddig vörösnek látszó óriásról kiderült, hogy egy rendkívül masszív, forró kék csillag, amely a Földtől 458 fényév távolságra van, tömege a Napénak hússzorosa, fényessége  65 ezerszerese. Ha nem lenne körülötte porfelhő, a ζ Oph lenne az égbolt legfényesebb csillaga. A lökéshullám látható fényben nem látszik.[3]
- Barnard-csillag - Barnard's Star (Barnard csillaga): ennek a kilencedrendű csillagnak van az eddig ismert legnagyobb sajátmozgása, évente mintegy 10,25 ívmásodperc.

## Mélyég-objektumok

ρ Ophiuchi

- Messier 9 gömbhalmaz
- Messier 10 gömbhalmaz
- Messier 12 gömbhalmaz
- Messier 14 gömbhalmaz
- Messier 19 gömbhalmaz
- Messier 107 (NGC 6717) gömbhalmaz

## Fordítás
Ez a szócikk részben vagy egészben  a   Zeta Ophiuchi című angol Wikipédia-szócikk fordításán alapul.  Az eredeti cikk szerkesztőit annak laptörténete sorolja fel. Ez a jelzés csupán a megfogalmazás eredetét és a szerzői jogokat jelzi, nem szolgál a cikkben szereplő információk forrásmegjelöléseként.